# يوزو كاواشيما
يوزو كاواشيما (باليابانية: 川島雄三 ) (و. 1918 – 1963 م) هو مخرج أفلام، وكاتب سيناريو ياباني، ولد في موتسو، آوموري، توفي في طوكيو، عن عمر يناهز 45 عاماً، بسبب داء الانسداد الرئوي المزمن.

## التعليم
تعلم في جامعة ميجي.

## وصلات خارجية
- يوزو كاواشيما على موقع IMDb (الإنجليزية)
- يوزو كاواشيما على موقع روتن توميتوز (الإنجليزية)
- يوزو كاواشيما على موقع ألو سيني (الفرنسية)
- يوزو كاواشيما على موقع أول موفي (الإنجليزية)
- يوزو كاواشيما على موقع قاعدة بيانات الفيلم (الإنجليزية)
- يوزو كاواشيما على موقع كينوبويسك (الروسية)